# Parque Nacional Torres del Paine
O Parque Nacional Torres del Paine é um parque chileno localizado na Região de Magalhães ao sul da Patagónia chilena. É considerado um dos parques mais impressionantes do sul do Chile, e um dos lugares prediletos para acampar.

## Histórico
Fundado como parque no final da década de 1950, foi declarado Reserva da Biosfera pela UNESCO em 1978. Tem uma área de aproximadamente 242.000 hectares, na qual se encontra a cadeia montanhosa del Paine, com as mundialmente famosas Torres del Paine e os não menos conhecidos Cuernos del Paine. Lagos, rios, cascatas e glaciares estão em perfeita harmonia no parque.
Em 2012 houve um incêndio que queimou até 33 mil hectares do parque, queimando a maior parte das árvores.
O principal ponto de entrada para os visitantes é a cidade de Puerto Natales, última da linha marítima proveniente de Puerto Montt. Esta região foi palco de um grande protesto contra o Governo Chileno em janeiro de 2011, sendo tomados como reféns muitos estrangeiros, inclusive 99 turistas brasileiros.. Porém, o parque fica na comuna homónima.